# Мельницький Микола Михайлович
Микола Михайлович Мельницкий (нар. 9 травня 1887 — пом. 7 листопада 1965) — представник української шляхти в Російській імперії, кадровий військовий, спортсмен — призер Олімпійських ігор 1912 року, учасник Білого руху під час Громадянської війни в Росії.

## Життєпис
Народився у Києві 26 квітня (9 травня) 1887 року. Закінчив 2-й кадетський корпус, Павлівське військове училище (1906), Севастопольську авіаційну школу.
Поручник, капітан лейб-гвардії Семенівського полку, військовий льотчик, командир 13-го армійського авіаційного загону.
У складі спортивної делегації Російської імперії брав участь у змаганні зі стрільби з дуельних однозарядних пістолетів. У змаганні зі стрільби на 30 метрів на Олімпіаді 1912 року в Стокгольмі завоював срібну медаль. Також срібними призерами стали: Амос де Каш, хорунжий Зведеного козацького полку Павло Войлошніков, поручник Московського полку Георгій Пантелеймонов.
У змаганнях на 50-метровий стрільбі з пістолета Мельницький зайняв четверте місце. Він також брав участь у змаганнях зі стрільби на 25-метрів.
Під час Громадянської війни був у білих військах Північного фронту. Емігрував до Франції. Член полкового об'єднання.
Помер 7 листопада 1965 року.